# Зайцев Ігор Іванович
Ігор Іванович Зайцев (рос. Игорь Иванович Зайцев; 21 квітня 1934, Москва, СРСР — 28 січня 2016 року, Київ, Україна) — радянський футболіст, нападник, володар Кубка СРСР (1957), майстер спорту СРСР.

## Кар'єра гравця
Народився Ігор Зайцев у Москві, пізніше сім'я переїхала в Ступіно, де його батько працював майстром цеху на авіаційному заводі. Роки війни провів в евакуації в місті Павлово-на-Оці, а після її закінчення сім'я знову повернулася в Ступіно.
У 1949 році Ігор пішов працювати на авіабудівне підприємство учнем слюсаря-лекальника. У вільний час займався футболом і російським хокеєм. Грав за юнацький футбольний колектив «Крила Рад» (Ступіно), який виступав на першості області, а пізніше за дорослу команду міста Ступіно.
У 1954 році Ігор був покликаний в армію і направлений в дублюючий склад ЦБРА.
Наприкінці 1955 року тренер львівського ОБО (Окружний будинок офіцерів) Олексій Гринін запросив Зайцева у свою команду, яка виступала в класі «Б». В новому колективі, молодий, з хорошою швидкістю нападник став одним з лідерів, хоча забитих м'ячів було небагато, більшість голів забивалося з його передач.
У 1957 році, після демобілізації, Зайців приймає запрошення від московського «Локомотива» і незабаром, разом з іншими новачками залізничників Зауром Калоєвим і Володимиром Маслаченко, відправляється на товариські ігри, які клуб проводив у Китаї. Для Зайцева цей рік став одним з найбільш успішних у футбольній кар'єрі. Ігор закріпився у складі, разом з командою став володарем Кубка СРСР, переможцем футбольного турніру на VI Всесвітньому фестивалі молоді і студентів у Москві. Після цих успіхів спорттовариство «Локомотив» вручило Зайцеву і його партнерам посвідчення «Почесного залізничника СРСР».
За підсумками сезону 1959 року Зайцев стає срібним призером чемпіонату СРСР і незабаром отримує виклик в олімпійську збірну країни, у складі якої, 13 вересня 1959 року взяв участь в матчі Болгарія — СРСР 1:0.
А з 1960 року Ігор Зайцев і ще один гравець «Локомотива» Юрій Ковальов переходять в київське «Динамо», прийнявши запрошення тренера В'ячеслава Соловйова. У київській команді Зайцев грав на позиції правого нападника, поперемінно виходячи в складі з іншим правим «крайком» — Олегом Базилевичем. За підсумками свого першого сезону в динамівській команді Ігор став срібним призером чемпіонату СРСР. Наступний, золотий сезон київського «Динамо» для нападника склався невдало: відігравши за команду у восьми поєдинках, через розбіжності з тренером, змушений був покинути команду, в підсумку так і не ставши чемпіоном СРСР.
Після відходу з київського клубу Зайцев, відгукнувшись на пропозицію Олега Ошенкова, переходить у донецький «Шахтар». Але закріпитися в основному складі гірників, які виграли у тому ж 1961 році Кубок СРСР, не зміг, граючи переважно за дубль. У наступному сезоні донецький клуб знову перемагає в розіграші Кубка СРСР і знову Зайцев не потрапляє в кубковий склад гірників.
Незабаром Ігор залишив донецьку команду, перебравшись у тернопільський «Авангард», який тренував його приятель Тиберій Попович.
У 1963 році Зайцев переходить в івано-франківський «Спартак», де грав під керівництвом колишнього київського динамівця Олександра Щанова. У цьому клубі відіграв два сезони, після чого закінчив активну кар'єру гравця.

## Після завершення ігрової кар'єри
Закінчивши ігрову кар'єру футболіста, Ігор Іванович навчався перукарській справі, незабаром ставши модним жіночим майстром.
У вільний час продовжував грати у футбол за команду заводу «Більшовик», яка виступала на першості України серед виробничих колективів.
З часом, перукарську справу змушений був залишити, перебувати весь час на ногах було складно, почали позначатися наслідки старих травм. Пізніше працював чеканником.
Складно доводилося після розпаду СРСР і втрати роботи, змушений був працювати навіть вантажником і приймальником склотари.
У середині 90-х років Ігор Іванович інспектував матчі другої ліги чемпіонату України. Після був на пенсії.
У ніч на 28 січня 2016 року у віці 81 року Ігор Іванович Зайцев пішов з життя.

## Родина
Дружина Марина, з якою Ігор Іванович познайомився, граючи у Львові, по професії перукар. Син Ігор, по батьківських стопах пішов лише на половину, ставши перукарем.

## Досягнення
- Володар Кубка СРСР: (1957)
- Срібний призер чемпіонату СРСР (1959), (1960)
- Переможець турніру на VI Всесвітньому фестивалі молоді і студентів: (1957)

## Нагороди
- Нагороджений медаллю «За працю і звитягу» (2011)[7].